# Вальдехенья
Вальдехенья (ісп. Valdegeña) — муніципалітет в Іспанії, у складі автономної спільноти Кастилія-і-Леон, у провінції Сорія. Населення — 45 осіб (2010).
Муніципалітет розташований на відстані близько 200 км на північний схід від Мадрида, 24 км на схід від Сорії.

## Демографія
Динаміка населення (INE ):